# Mariakerk (Cadzand)
De Mariakerk is een protestants kerkgebouw in Cadzand, gelegen aan Prinsestraat 17.

## Geschiedenis
Vanaf de 11e eeuw wordt het eiland van Cadzand bewoond door schaapsherders en landarbeiders uit het graafschap Vlaanderen.
In 1096 geeft het bisdom Doornik aan het dekenaat Aardenburg de opdracht een parochie met kapel op het eiland Cadzand te stichten. Het patronaatsrecht van de parochie is toegewezen aan de Sint-Baafsabdij te Gent. Deze heeft ook het tiendrecht.

## Onze Vrouwe Kercke
Begin 13e eeuw wordt in opdracht van het bisdom Doornik de stenen 'Onze Vrouwe Kercke op Cassant' gebouwd. De Sint-Baafsabdij te Gent krijgt het recht een pastoor te benoemen.
De aanvoer van het bouwmateriaal (Doornikse steen) uit de steengroeve van Doornik geschiedde met schepen vanuit Antwerpen via de Westerschelde. De zuidbeuk, in vroeggotische stijl gebouwd, is het oudste gedeelte van de Onze Vrouwe Kercke, in de volksmond de ‘Mariakerk’. 
De inrichting is eenvoudig, een vloer van aangestampte aarde, het altaar aan de oostzijde tegenover de ingang en de 12 afbeeldingen van de kruisweg in de nissen aan de beide muren. Stoelen en banken zijn niet gebruikelijk, alle gelovigen staan. De in romaanse stijl gebouwde kerktoren Sint Lambert staat los van de kerk aan de linkerkant van de ingang. Voor zeelieden vormt de lijn tussen deze St. Lamberttoren en de toren van Vlissingen de tolgrens op de Westerschelde. Het kerkhof ligt ten oosten van de kerk. In 1231 werd een verzoek gedaan aan de Sint-Baafsabdij om een naast een pastoor ook een kapelaan aan te stellen, want Cadzand was van geestelijke hulp verstoken wanneer de pastoor het eiland had verlaten en stormweer de terugkomst op het eiland verhinderde.
Midden 14e eeuw is, vanwege de bevolkingsaanwas, de noordbeuk gebouwd. De tussenmuur is vervangen door pilaren. In het overgebleven stuk muur zit nog de opening waardoor een lijkkist vanuit de kerk naar het aangrenzende kerkhof werd gereden. De indeling van het kerkgebouw blijft ongewijzigd. Uit deze periode is weinig bekend van de geschiedenis van de Mariakerk, omdat de afgelopen eeuwen grote branden de archieven van het bisdom Doornik en de Sint-Baafsabdij te Gent vernield hebben.

## Hervorming
Bij de kerkelijke hervorming, met name de Beeldenstorm in 1566, blijft de Mariakerk, vanwege haar geïsoleerde ligging, gespaard.
Door de Allerheiligenvloeden Allerheiligenvloed (1570) staan de grote polders onder water. Watergeuzen en troepen van de Noord-Nederlandse gewesten vallen het eiland van Cadzand aan. Veel bewoners vertrekken om die redenen naar Vlaanderen. De op het eiland gelegerde Spaanse soldaten slopen de loden dakbedekking van de kerk om er kogels van te gieten. De kerkklok uit de St. Lamberttoren wordt omgesmolten tot kanon. De kerk is een bouwval geworden.
In 1604 landt prins Maurits Maurits van Oranje met 11.000 manschappen op Cadzand en voegt het eiland van Cadzand bij de Noord-Nederlandse gewesten. Het protestantisme wordt ingevoerd. De Staten-Generaal beslissen in 1606 dat er vanuit Sluis wekelijks een predikbeurt op Cadzand vervuld dient te worden. Dit geschiedt onder anderen door predikant Rob de Rieu uit Sluis.
De eerste eigen predikant Marcus ab Halle aanvaardt in 1609 zijn ambt. De opdracht volgt om de zuidbeuk van de kerk te herstellen en geschikt te maken voor de Protestantse Eredienst. De oost- en de westgevel zijn tot de grond toe afgebroken en nieuw  opgetrokken van gele handvormsteen en oude gele moppen. Er worden een preekstoel en banken geplaatst. De indeling van de ruimte wordt van oost-west naar noord-zuid gewijzigd met de preekstoel aan de noordkant. De nieuwe klok in de St. Lamberttoren is in 1611 gegoten door Jan Burgerhuys te Middelburg. Het Vrije van Sluis (bestuur) schenkt de kerk een gebrandschilderd raam. De eikenhouten preekstoel, de beide bijbels en de eikenhouten bolpoottafel zijn uit de 17e eeuw. De met een Romaans kruisgewelf gedekte consistorie wordt weer opgebouwd, van de kerk afgescheiden en later opgenomen in de omstreeks 1623 gebouwde predikantswoning en vormt zo tot 1894 het middelste vertrek van de predikantswoning. 
Door geldgebrek duurt het tot 1641, voordat de noordbeuk hersteld kan worden.  
De uit de 13e eeuw stammende St. Lamberttoren is in 1677 dermate vervallen, dat men besluit deze af te breken. De stenen zijn hergebruikt voor de reparatie van de kerk, de predikantswoning en de bouw van het knekelhuisje. De klok is in de nieuwe dakruiter boven de ingang op de zuidbeuk gehangen.

## Hugenoten
In 1685 komt een groep hugenoten uit de omgeving van Calais naar Cadzand en sticht een Waals-Hervormde Gemeente, die in 1713 sterk uitgebreid wordt met geloofsgenoten uit de omtrek van Rijsel en in 1771 uit Picardië, Champagne en het gebied van Orléans. De Waals-Hervormde Gemeente houdt tot 1719 haar diensten in de Hervormde Kerk en bouwt dan haar eigen kerkgebouw op de plaats van het huidige Zwingebouw. De dubbele 16-lichts kaarsenkroon van geelkoper en de rechter 6-lichts kaarsenkroon stammen uit 1698. Door integratie met de bevolking gaat in 1817 de Waalse Gemeente op in de Hervormde Gemeente. Het kerkgebouw wordt afgebroken. De grote koperen lichtkroon en de kleine rechter lichtkroon zijn het enige wat van haar overgebleven is. De linker kleine lichtkroon is een kopie, gemaakt in 1931, omdat naar Engeland geëmigreerde hugenoten het originele exemplaar hadden meegenomen.

## Renovatie
Het kerkhof, dat rond de kerk ligt, wordt in 1869 verplaatst naar de huidige locatie aan de Erasmusweg. Jarenlang zijn nog beenderen gevonden. Daarna zijn er huizen op gebouwd. Na de bombardementen in 1944 zijn deze niet herbouwd. 
In 1892 heeft men de kerk van een vlakke zoldering voorzien. Een nieuwe predikantswoning met consistorie vervangt in 1894 het uit 1623 stammende gebouw. Het gehele kerkdak moet vernieuwd worden. Het is in 1894 opnieuw gedekt met Franse leien.
In 1902 krijgt de gerenommeerde orgelbouwer Johan Frederik Kruse uit Leeuwarden de opdracht een orgel te installeren. De kerk was toen al in slechte staat. De oudste (zuid-)beuk is gedeeltelijk afgeschermd vanwege lekkage door achterstallig onderhoud, de ramen zijn dichtgetimmerd en hemelwater sijpelt langs de muren.
Dankzij de inspanningen van plaatsgenoot en historicus Johannes de Hullu is de sloop van de Mariakerk in 1925 voorkomen en komt geld beschikbaar van de gemeente Cadzand en de kerkgangers voor een algehele reparatie in 1929. Bouwmaterialen zijn zo veel mogelijk hergebruikt. Bij de bouw is ook Doornikse kalksteen gebruikt van de in 1811 afgebrande St. Janskerk te Sluis. De noordbeuk wordt met een meter verhoogd naar haar oorspronkelijke hoogte. Omdat men vloertegels tekort komt, worden vier grafstenen uit de 16e/17e eeuw, die overgebleven zijn uit de oude kerk en van dezelfde blauwe hardsteen zijn, bij het herstel in de vloer verwerkt. Er liggen dus geen overledenen onder.
Onder de banken heeft men ter besparing van kosten een vloer gelegd, samengesteld uit afval van baksteen en cement. De dakruiter is vervangen door de huidige klokkentoren met een achtdaags uurwerk met slagwerk en twee wijzerplaten. Het echtpaar A. Bik uit Den Haag, nazaten van Cadzandse inwoners, schenken gebrandschilderde glas-in-loodramen. Goedkopere vurenhouten banken vervangen de vergane eikenhouten exemplaren. Alleen de oude eikenhouten preekstoel is behouden, eveneens het vermoedelijk uit de 17e eeuw afkomstige houtsnijwerk van de vroegere wandbanken. De vlakke zoldering is verbouwd tot het huidige tongewelf. Door het verhogen van de muren van de noordbeuk, het wijzigen van het vlakke plafond in een tongewelf en de ingebruikname van de gehele zuidbeuk, is de inhoud van het kerkgebouw aanzienlijk vergroot. De capaciteit van het Kruse orgel wordt daarom in 1931 aangepast door het vergroten van de blaasbalg. Twee kachels verwarmen het gebouw. De elektrische verlichting uit 1924 wordt vervangen door zeven Siemens lozetlampen van 300 watt per stuk. Ter vervanging van de dakruiter bouwt de gemeente Cadzand de achthoekige traptoren. In 1931 kan de kerk weer in gebruik genomen worden.
Tijdens de Tweede Wereldoorlog is de toren door de bezetter als waarnemingspost gebruikt. Tekeningen met doelen en afstanden staan op de muren. Omdat het schoolgebouw wordt gebruikt door de bezetter zijn de schoollessen in de kerk onder de preekstoel.
Bij de bevrijding tijdens de Slag om de Schelde eind 1944 zijn door twee granaatinslagen alle gebrandschilderde ramen uit 1931 vernield. Alleen het Lam Gods is onbeschadigd gebleven en in het achterste glas-in-loodraam van de zuidbeuk geplaatst.
De predikantswoning uit 1894 wordt in 1957 afgebroken en maakt in 1963 plaats voor een nieuwe consistorie tegen de kerk aan. Aan de markt tegenover de kerk verrijst een nieuwe predikantswoning, die tot 2001 in gebruik is gebleven.
De uit 1931 stammende toren wordt in 2009 grondig gerepareerd, balken zijn vervangen, het voegwerk is hersteld en er is een nieuwe opgang gemaakt. De firma Eijsbouts, hetzelfde bedrijf, dat in 1931 het torenuurwerk leverde, reviseerde het uurwerk.
De protestantse gemeente Zuid Westhoek is eigenaar van de kerk. Het gebouw wordt niet alleen voor diensten gebruikt, maar ook voor concerten en kunstexposities.